# Зеленковка (Полтавская область)
Зеленковка (укр. Зеленківка) — село,
Зеленовский сельский совет,
Чутовский район,
Полтавская область,
Украина.
Код КОАТУУ — 5325481601. Население по переписи 2001 года составляло 428 человек.
Является административным центром Зеленовского сельского совета, в который, кроме того, входят сёла
Смородщина,
Тойбик и
Юнаки.

## Географическое положение
Село Зеленковка находится на левом берегу реки Коломак,
выше по течению на расстоянии в 0,5 км расположено село Войновка,
ниже по течению на расстоянии в 1,5 км расположено село Тойбик,
на противоположном берегу — село Сторожевое.
Река в этом месте извилистая, образует лиманы, старицы и заболоченные озёра.
Рядом проходит автомобильная дорога М-03.